# مرد رنسانس
مرد رنسانس (به انگلیسی: Renaissance Man) یک فیلم سینمایی کمدی آمریکایی به کارگردانی پنی مارشال محصول سال ۱۹۹۴ با بازی دنی دویتو، گرگوری هاینز، جیمز رمار و کلیف رابرتسون است. در استرالیا، این فیلم با عنوان ارتش اطلاعاتی شناخته می‌شود.

## داستان
بیل راگو (دنی دویتو) یک مدیر تبلیغات مطلقه است که به خاطر شانس خود موفق شده‌است. هنگامی که شغل خود را در دیترویت از دست می‌دهد، آژانس بیکاری برای او شغل موقت: تدریس در کلاس‌های سواد آموزی پایگاه آموزشی نیروی زمینی ایالات متحده آمریکا، در حوالی فورت مک کلین پیدا می‌کند.
در روزهای نخست راگو که علاقه ای به این کار نداشت، دریافت که او فقط شش هفته فرصت دارد تا اصول درک و استفاده از زبان انگلیسی را به گروهی از سربازان تحصیل نکرده آموزش دهد. بیشتر سربازان سواد کمی دارند و در عین حال علاقه ای به این یادگیری ندارند.
راگو که قادر به برقراری ارتباط با دانش آموزان خود نبود و ناامید بود که علاقه آنها را برانگیزد، از نمایشنامه مورد علاقه خود هملت از ویلیام شکسپیر نقل قول می‌کند…